# Касим Али

Касим Али (также, Касим ибн Али; работал приблизительно в 1475−1526 годах) — персидский художник.

## Биография
Касим Али был одним из самых лучших учеников Бехзада. Некоторые исследователи считают его произведения ничем не уступающими работам его учителя. Историк-хронист Мирза Мухаммад Хайдар Дуглат (1500—1551 гг.) сообщает, что Касим Али был художником-портретистом («чихра гушай» — «рисователем лиц»), учеником Бехзада, а его произведения были очень похожи на миниатюры Бехзада, но были выполнены немного грубее.

## Творчество
Касим Али работал при дворе Султана Хусейна Байкара в период высочайшего расцвета гератской школы миниатюры, был дружен с визирем султана, выдающимся поэтом, библиофилом и главным покровителем искусств, Алишером Навои, создавшим утонченную творческую атмосферу при дворе правителя Герата. Другой автор, историк Хондемир, (ум.в 1535/6 г.) сообщает, что Касим Али работал в китабхане Алишера Навои, и восторженно отзывается о его творчестве. Согласно Хондемиру, несмотря на успешную карьеру при гератском дворе, Касим Али в 1520-х годах совершил паломничество в Мекку, после чего перебрался в Систан и, по всей вероятности, бросил живопись.
Твердое определение стиля Касима Али затруднено тем, что его кисти ошибочно приписывалось множество разных работ. Наиболее убедительно доказано его авторство в четырёх миниатюрах из «Хамсе» (Пять поэм) Алишера Навои (1485), одна часть которых находится в Бодлеянской библиотеке, Оксфорд, а другая в Библиотеке Джона Райландса, Манчестер. Манускрипт был создан для сына правителя Герата Султана Хусейна Байкара, Бади ал-Замана; имя Касима Али содержится в надписи, сделанной между строчек текста. Миниатюры этой рукописи выдержаны в характерном «бехзадовском» стиле; лучшая из них — «Мистики в саду» содержит изображения беседующих мудрых старцев и их учеников, и подтверждает сообщения историков о таланте Касима Али как в изображении фигур (портретов), так и в наследовании лучших традиций своего учителя Кемаледдина Бехзада.
Ещё одним произведением, под которым стоит подпись «Касим ибн Али» является миниатюра «Бахрам Гур в бирюзовом павильоне» — лист, вырванный из списка «Хамсе» поэта Низами, который ныне хранится в Арт энд Хистори Траст Коллекшн г. Хьюстона, США. Однако стиль этой миниатюры сильно отличается от стиля тех, что хранятся в библиотеках Оксфорда и Манчестера.
В персидской живописи достаточно редки произведения, созданные на религиозную тему. К таким относятся иллюстрации к «Мираджнаме» — мистическому описанию путешествия пророка Мухаммада на небеса. Ещё одной разновидностью религиозной живописи являются миниатюры к жизнеописаниям правоверных имамов. Правда, следует сразу отметить, что эти жизнеописания носили как религиозно-нравственный, так и политический характер, поскольку речь в них шла о святых имамах, с именами которых связана генеалогия той или иной правящей династии. Такого рода житийным сочинением является «История праведных имамов» (Ахсан ал-Кибар) Мухаммада ибн Абу Зайда ибн Арабшаха ал-Хусайни ал-Алави ал-Вирамани, к которой Касим Али создал иллюстрации в 1525 году. Одна из миниатюр подписана автором, а стиль иллюстраций в целом отличается от стиля его более ранних произведений из Оксфорда — он представляет собой смешение тебризской и гератской школ: пышность парадных сцен и яркие, звонкие краски наряду с бытовыми деталями, столь характерными для произведений Бехзада. Лица имамов на миниатюрах благочестиво скрыты белыми завесами. Рукопись хранится в Российской Национальной Библиотеке, Санкт-Петербург.
Кроме перечисленных произведений кисти Касима Али приписываются ещё несколько различных миниатюр, в частности, семь иллюстраций к списку «Хамсе» Низами от 1495 года (Британская библиотека, Лондон), и миниатюра на развороте-фронтисписе к «Хамсе» поэта Джами с изображением сюжета «Юсуф и Зулейха» (1522 год, Тегеран, Гулистанская библиотека).
- Юсуф и Зулейха. Левая часть фронтисписа к "Хамсе" Джами. 1522, Библиотека дворца Гулистан.
- Юсуф и Зулейха. Правая часть фронтисписа к "Хамсе" Джами. 1522, Библиотека дворца Гулистан.
- Касим Али. Лейла и Меджнун в школе. «Хамсе» Низами. 1495 год. Британская библиотека, Лондон